# 哈菲兹·马赫卢夫
哈菲兹·马赫卢夫 （阿拉伯语：حافظ مخلوف，1971年4月2日—）是叙利亚军事和政治人物，叙总统巴沙尔·阿萨德的表弟，现任叙利亚国家安全总局大马士革分局局长，上校军衔。

## 早年生活
1971年4月2日，哈菲兹·马赫卢夫生于叙利亚首都大马士革。他是叙总统巴沙尔·阿萨德的表弟，他的亲兄长是叙商业巨头拉米·马赫卢夫。1994年时任总统哈菲兹·阿萨德的长子巴塞勒·阿萨德因飙车死亡，车祸发生时哈菲兹·马赫卢夫和巴塞勒在一起，马赫卢夫受了伤但逃过一劫。

## 争议
2007年马赫卢夫因“破坏了黎巴嫩的主权或其民主进程和制度”遭到美国财政部的制裁，制裁呼吁冻结“受制裁者在美国的任何资产”，并禁止美国人与他进行交易。2011年5月，欧盟宣布对马赫卢夫进行制裁，称他是“马希尔·阿萨德的帮凶”，“为当局使用暴力对付示威者提供便利”，并且作为叙国家安全总局大马士革分局局长“参与了对示威者的暴力行为”。同月美国财政部对他追加了新的制裁，认定马赫卢夫“在叙利亚动乱中发挥了领导作用，并在很大程度上参与了对叙当局在德拉的行动，造成抗议者被杀害”。反政府活动人士认为马赫卢夫对总统巴沙尔的影响超过了他的上司、国家安全总局局长阿里·马姆卢克。他是巴沙尔政权的核心人物之一。
2011年瑞士当局因马赫卢夫涉嫌洗钱冻结了他在日内瓦一家银行的3百万欧元账户。他上诉说账户中有3百万瑞士法郎是在洗钱之前就存入银行的，2012年2月他上诉成功，银行解冻了这部分钱。然而，他想要进入瑞士与他律师会面的申诉被瑞士联邦最高法院于2011年底驳回了。

## 传闻死亡
2012年7月18日，阿拉伯卫星电视台报道马赫卢夫死于当天在大马士革叙国家安全总部大楼的一起炸弹袭击事件。不过其他消息显示他只在袭击中受伤。